# Felicity Jones
Felicity Rose Hadley Jones (Birmingham, 17 de outubro de 1983) é uma atriz britânica. Ela é mais conhecida pelos seus papéis como Jyn Erso na sequência Rogue One: Uma História Star Wars, Juliette Marne em Busca sem Limites, Kim em A Menina do Chalé
e Jane Hawking em The Theory of Everything foi bastante elogiado pela crítica e valeu-lhe indicações para os principais prêmios da indústria cinematográfica, incluindo para o Oscar de Melhor Atriz.

## Primeiros anos
Felicity cresceu em Bournville, um subúrbio de Birmingham. Os seus pais conheceram-se quando trabalhavam no jornal Wolverhampton Express and Star. O seu pai era jornalista e a mãe trabalhava na publicidade. O casal divorciou-se quando Felicity tinha três anos e a sua mãe educou-a a ela e ao irmão sozinha.
Felicity frequentou duas escolas exclusivamente femininas: a Kings Norton Girls School e a King Edward VI Handsworth School, onde completou o ensino secundário. Após o 12º ano tirou um ano de pausa (o "gap year") e participou na série Servants da BBC nessa altura.
Em 2002 entrou na Wadham College da Universidade de Oxford onde tirou um curso de Inglês. Durante a universidade participou no grupo de teatro e entrou em várias peças, incluindo Attis (que protagonizou) e The Comedy of Errors de William Shakespeare que a levou numa turnê pelo Japão em 2005..
Em 2006 terminou o curso com honras.

## Carreira
Felicity Jones começou a interessar-se pela representação em criança e foi encorajada a trabalhar na área pelo tio, o ator Michael Hadley. A sua mãe também adorava cinema e teatro. Aos 11 anos Felicity teve a sua primeira experiência na área da representação com um workshop criado pela Central Television que frequentava depois das aulas. O seu primeiro projeto profissional surgiu quando tinha 12 anos com o filme infantil The Treasure Seekers, Em 1998 participou na primeira temporada da série infantil The Worst Witch, onde interpretou o papel de Ethel Hallow, a antagonista do programa. Porém, optou por não participar na segunda temporada porque tinha saudades de casa e foi substituída por Katie Allen. Três anos mais tarde voltou a juntar-se ao elenco para filmar Weirdester College, uma série de 13 episódios que serviu de sequela da série original. Durante as filmagens Felicity, com 17 anos, mudou-se para um apartamento em Richmond e preparou-se para os A-Levels (os exames que dão acesso à universidade no Reino Unido) com a ajuda de um tutor privado. O seu papel mais longo no início da carreira foi o de Emma Carter na novela radiofónica The Archers.
Em 2003 foi uma das protagonistas de Servants no papel de Grace May. Em 2007 protagonizou Northanger Abbey, a adaptação para a televisão do romance homónimo de Jane Austen no ITV. No mesmo ano estreou-se no teatro profissional com a peça That Face de Polly Stenham no Royal Court Theatre.
Em 2008 participou nos filmes Brideshead Revisited e Flashbacks of a Fool com papéis secundários, no episódio "The Unicorn and the Wasp" da série Doctor Who. Participou ainda numa readaptação da peça Chalk Garden de Enid Banglod no teatro Donmar Warehouse em Londres. No início de 2009 interpretou o papel de Margot Frank na minisérie da BBC One The Diary of Anne Frank.

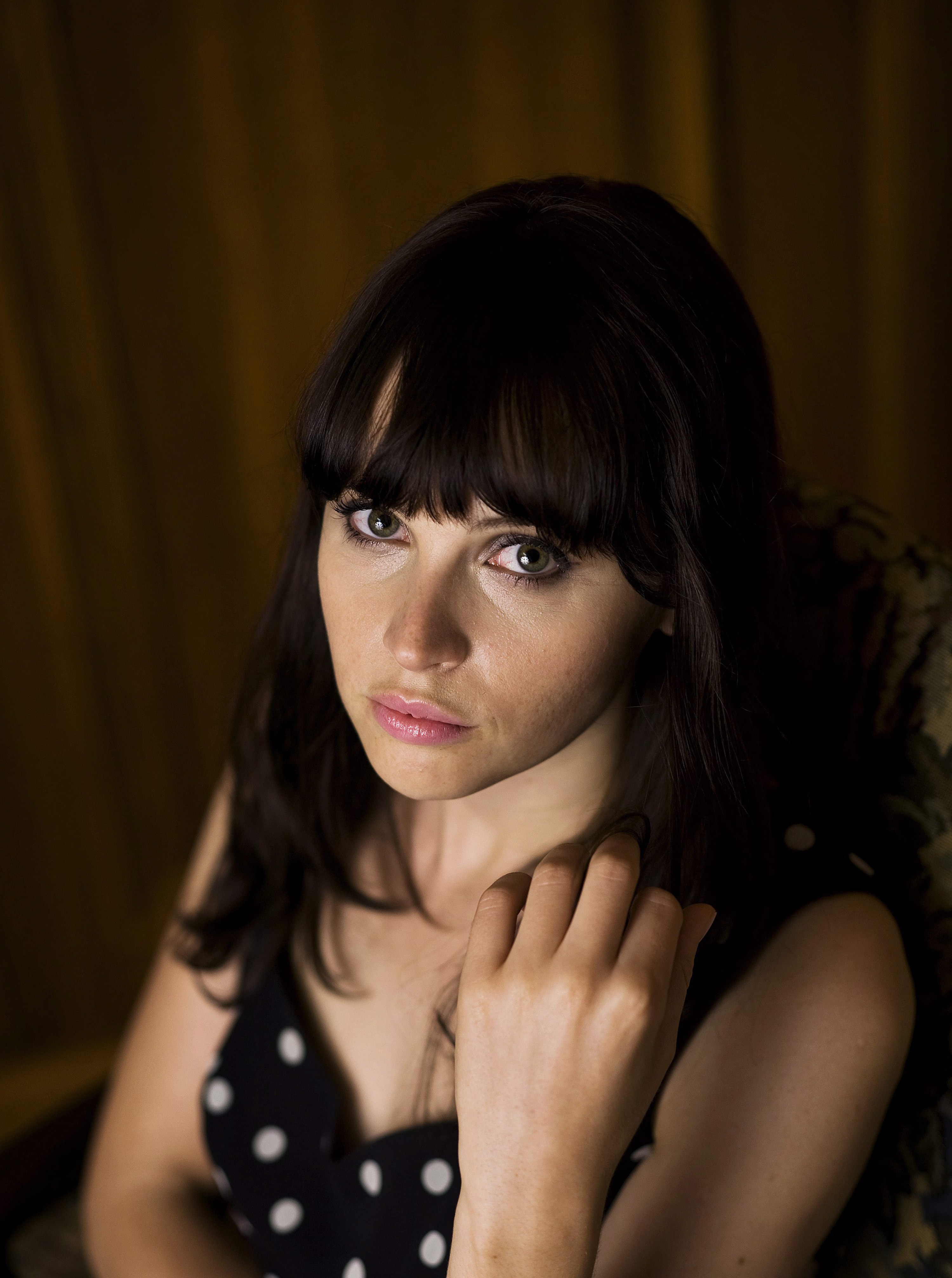
Felicity Jones no Festival Internacional de Cinema de Toronto em 2011.

Em 2010 interpretou o papel de Julie no filme Cemetery Junction de Ricky Gervais e Stephen Merchant. No mesmo ano participou nos filmes Soulboy e na adaptação para o grande ecrã de The Tempest no papel de Miranda.
No início de 2011, o primeiro filme protagonizado por Felicity Jones estreou no Festival de Cinema de Sundance. Em Like Crazy, Jones interpreta o papel de Anna Maria Gardner, uma estudante de intercâmbio inglesa que se apaixona por um americano enquanto estuda nos Estados Unidos. Era Felicity que se maquilhava e penteava durante as filmagens e o seu diálogo foi todo improvisado. Com este papel, Felicity venceu vários prémios de Atriz Revelação (Empire, Gotham Award, National Board of Review e prémio do júri do Festival de Cinema de Sundance).
No mesmo ano participou em Charlet Girl, uma comédia romântica onde contracena com Ed Westwick. Para se preparar para este papel, Felicity teve aulas de snowboard, trabalhou num chalet em St. Anton como empregada de limpeza e ia regularmente a festas no bar Krazy Kanguruh. Ainda em 2011 entrou nos filmes Albatross no papel de Beth Fischer, que lhe valeu uma nomeação para os BIFA Awards; em Hysteria, um filme que conta a história da invenção do vibrador, onde interpretou o papel da irmã mais nova da personagem de Maggie Gyllenhaal; e no telefilme Page Eight. No teatro, voltou ao Donmar Warehouse para a peça Luise Miller. Para se preparar para o papel, Felicity viveu com uma família católica e ia frequentemente à missa. Nesse ano foi ainda escolhida como a nova cara das marcas Burberry e Dolce & Gabbana.
Em 2012 protagonizou o filme Cheerful Weather for the Wedding e, no ano seguinte, protagonizou os filmes Breathe In com Guy Pearce e The Invisible Woman, realizado por Ralph Fiennes.
Em 2014 participou no filme The Amazing Spider-Man 2 onde interpreta a personagem Felicia Hardy, uma assistente de Harry Osborn. Em março desse ano entrou no episódio "Role Play" da terceira temporada da série Girls.
No final do ano estreou The Theory of Everything onde interpreta o papel de Jane Hawking, a esposa de Stephen Hawking. O filme foi aclamado pela crítica e valeu várias nomeações a Felicity na categoria de Melhor Atriz Principal nos principais prémios do cinema, incluindo os Óscares, os BAFTA, os Globos de Ouro, os Critics' Choice Awards e os Screen Actors Guild Awards.
Em 2015, teve apenas um papel secundário no filme True Story, protagonizado por James Franco e Jonah Hill. No entanto, em 2016, Felicity Jones regressou em força com papéis principais em três dos filmes mais antecipados do ano: Inferno, a terceira adaptação ao cinema da série de livros Robert Langdon de Dan Brown e onde contracena com Tom Hanks; A Monster Calls, a adaptação ao cinema do romance homónimo de Patrick Ness; e Rogue One: A Star Wars Story, o primeiro spin-off dos filmes Star Wars onde interpreta o papel de Jyn Erso.

## Vida pessoal
Em 30 de junho de 2018, se casou com o diretor Charles Guard. Em abril de 2020, eles tiveram seu primeiro filho juntos.

## Filmografia

### Cinema
| Ano  | Título Original                  | Título (Brasil)                                  | Título (Portugal)                                | Papel                                |
| ---- | -------------------------------- | ------------------------------------------------ | ------------------------------------------------ | ------------------------------------ |
| 1996 | The Chelsea                      | The Chelsea                                      | The Chelsea                                      |                                      |
| 1996 | The Treasure Seekers             | The Treasure Seekers                             | The Treasure Seekers                             | Alice (para TV)                      |
| 2007 | Northanger Abbey                 | Northanger Abbey                                 | Northanger Abbey                                 | Catherine Morland                    |
| 2008 | Flashbacks of a Fool             | Reflexos da Inocência                            | Reencontrar o Passado                            | Ruth (jovem)                         |
| 2008 | Brideshead Revisited             | Brideshead Revisited - Desejo e Poder            | Reviver o Passado em Brideshead                  | Cordelia Flyte                       |
| 2009 | Chéri                            | Chéri                                            | Chéri                                            | Edmée                                |
| 2010 | Cemetery Junction                | Caindo no Mundo                                  | Cemetery Junction                                | Julie                                |
| 2010 | SoulBoy                          | SoulBoy                                          | SoulBoy                                          | Mandy Hodgson                        |
| 2010 | The Tempest                      | A Tempestade                                     | A Tempestade                                     | Miranda                              |
| 2011 | Like Crazy                       | Loucamente Apaixonados                           | Like Crazy                                       | Anna                                 |
| 2011 | Chalet Girl                      | A Menina do Chalé                                | Um Sonho de Rapariga                             | Kim                                  |
| 2011 | Page Eight                       | A Oitava Página                                  | Página Oito                                      | Julianne Worricker (para TV)         |
| 2011 | Albatross                        | Albatroz]                                        | Albatross                                        | Beth                                 |
| 2011 | Hysteria                         | Histeria                                         | Boas Vibrações                                   | Emily Dalrymple                      |
| 2012 | Cheerful Weather for the Wedding | Um dia perfeito para casar                       | Um Dia Perfeito Para Casar                       | Dolly Thatcham                       |
| 2013 | Breathe In                       | Paixão Inocente                                  | Um Novo Fôlego                                   | Sophie                               |
| 2013 | The Invisible Woman              | O Nosso Segredo                                  | The Invisible Woman                              | Nelly Ternan                         |
| 2014 | Salting the Battlefield          | Europa: A Trajetória de Worricker                | Salgando o Campo de Batalha                      | Julianne Worricker (Filme para a TV) |
| 2014 | The Amazing Spider Man 2         | O Espetacular Homem Aranha 2: A Ameaça de Eletro | O Espetacular Homem Aranha 2: A Ameaça de Eletro | Felícia Hardy / Gata Negra           |
| 2014 | The Theory of Everything         | A Teoria de Tudo                                 | A Teoria de Tudo                                 | Jane Wilde Hawking                   |
| 2015 | True Story                       | A História Verdadeira                            | A Verdadeira História                            | Jill Baker                           |
| 2016 | Collide                          | Busca sem Limites                                | Collide - A Alta Velocidade                      | Juliette Marne                       |
| 2016 | Inferno                          | Inferno                                          | Inferno                                          | Sienna Brooks                        |
| 2016 | Rogue One: A Star Wars Story     | Rogue One: Uma História Star Wars                | Rogue One: Uma História de Star Wars             | Jyn Erso                             |
| 2016 | A Monster Calls                  | Sete Minutos Depois da Meia-Noite                | Sete Minutos Depois da Meia-Noite                | Mum                                  |
| 2018 | On the Basis of Sex              | Suprema                                          |                                                  | Ruth Bader Ginsburg                  |
| 2019 | The Aeronauts                    | Os Aeronautas                                    | The Aeronauts                                    | Amelia Wren                          |
| 2020 | Dragon Rider                     | Sorrell (voz)                                    |                                                  |                                      |
| 2020 | The Midnight Sky                 | O Céu da Meia-Noite                              |                                                  | [ 7 ]                                |
| 2021 | The Last Letter from Your Lover  | A Última Carta de Amor                           |                                                  | Ellie Haworth                        |
| 2025 | The Brutalist                    | O Brutalista                                     | O Brutalista                                     | Erzsébet Tóth                        |

### Televisão
| Ano         |                         | Título                       | Papel        | Episódios                  |
| ----------- | ----------------------- | ---------------------------- | ------------ | -------------------------- |
| 1998 / 1999 | The Worst Witch         | Ethel Hallow                 | 11 episódios |                            |
| 2002        | Weirdsister College     | Ethel Hallow                 | 1 episódio   | Good Friends               |
| 2003        | Servants                | Grace May                    |              |                            |
| 2007        | Cape Wrath              | Zoe Brogan                   | 8 episódios  |                            |
| 2008        | Doctor Who              | Ada Mullins / Robina Redmond | 1 episódio   | "The Unicorn and the Wasp" |
| 2009        | The Diary of Anne Frank | Margot Frank                 | 5 episódio   | Mini Série                 |
| 2010        | Masterpiece Theatre     | Margot Frank                 | 1 episódio   | The Diary of Anne Frank    |
| 2014        | Girls                   | Dot                          | 1 episódio   |                            |

## Prêmios e Indicações

#### Oscar
| Ano  | Categoria                | Trabalho                 | Resultado |
| ---- | ------------------------ | ------------------------ | --------- |
| 2015 | Melhor Atriz             | The Theory of Everything | Indicado  |
| 2025 | Melhor Atriz Coadjuvante | The Brutalist            | Indicado  |

#### Globo de Ouro
| Ano  | Categoria                          | Trabalho                 | Resultado |
| ---- | ---------------------------------- | ------------------------ | --------- |
| 2015 | Melhor Atriz em Cinema - Drama     | The Theory of Everything | Indicado  |
| 2025 | Melhor Atriz Coadjuvante em Cinema | The Brutalist            | Indicado  |

#### BAFTA
| Ano  | Categoria                | Trabalho                 | Resultado |
| ---- | ------------------------ | ------------------------ | --------- |
| 2015 | Melhor Atriz             | The Theory of Everything | Indicado  |
| 2025 | Melhor Atriz Coadjuvante | The Brutalist            | Indicado  |

#### SAG Awards
| Ano  | Categoria               | Trabalho                 | Resultado |
| ---- | ----------------------- | ------------------------ | --------- |
| 2015 | Melhor Elenco em Cinema | The Theory of Everything | Indicado  |
| 2015 | Melhor Atriz Principal  | The Theory of Everything | Indicado  |

#### Critics' Choice Awards
| Ano  | Categoria              | Trabalho                 | Resultado |
| ---- | ---------------------- | ------------------------ | --------- |
| 2015 | Melhor Atriz em Cinema | The Theory of Everything | Indicado  |